# Jann Wenner
Pour les articles homonymes, voir Wenner.
Jann Simon Wenner (né le 7 janvier 1946) est un homme d'affaires américain, cofondateur du magazine de culture pop Rolling Stone en 1967 avec Ralph J. Gleason et est l'ancien propriétaire du magazine Men's Journal. Il participe au Free Speech Movement alors qu'il étudie à l'université de Californie à Berkeley.
Plus tard dans sa carrière, Wenner cofonde le Rock and Roll Hall of Fame et d'autres publications. En tant qu'éditeur et figure médiatique, il est confronté à la polémique concernant le favoritisme de l'éligibilité au Hall of Fame, la rupture de sa relation avec le journaliste gonzo Hunter S. Thompson, et la critique selon laquelle les critiques de son magazine étaient biaisées.

## Biographie
Wenner grandit dans la baie de San Francisco, fils de Sim et Edward Wenner. Il est issu d'une famille juive séculaire.
En 1967, Wenner fonde le magazine Rolling Stone à San Francisco et emprunte 7 500 dollars (soit 70 726 dollars en 2024) à des membres de sa famille et à la famille de sa future épouse, Jane Schindelheim.
Rolling Stone et Wenner font l'objet de trois ouvrages : Gone Crazy and Back Again de Robert Sam Anson (en), Rolling Stone : The Uncensored History de Robert Draper (en), et Sticky Fingers: The Life and Times of Jann Wenner and Rolling Stone Magazine (en) de Joe Hagan. Les mémoires de Robin Green (en), The Only Girl (en), couvrent la période où elle a travaillé à Rolling Stone.
Wenner fonde le magazine Outside en 1977, où William Randolph Hearst III (en) et Jack Ford ont tous deux travaillé avant que Wenner ne le vende un an plus tard. Il dirige également  brièvement le magazine Look et, en 1993, lance le magazine Family Life. En 1985, il acquiert une part de Us Weekly, puis, l'année suivante, il acquiert le magazine en commun avec la Walt Disney Company. Le magazine passe du statut de mensuel à celui d'hebdomadaire en 2000. En août 2006, Wenner rachète la part de Disney pour consolider sa propriété à 100 %.
Entre 2004 et 2006, Wenner verse environ 63 000 dollars américains (l'équivalent de 98 265 dollars en 2024) à des candidats démocrates et à des organisations libérales. En septembre 2017, Wenner Media annonce que les 51 % restants de Rolling Stone étaient à vendre. Cette part est acquise par Penske Media Corporation, qui acquiert ensuite la participation restante de BandLab (en).
En 2022, Little, Brown and Company publie les mémoires de Wenner, Like a Rolling Stone.